# Фудзи, Сёдзо
Сёдзо Фудзи (яп. 藤猪 省太; род. 11 мая 1950, Хигасикагава, Кагава) — японский дзюдоист, чемпион Японии, Азии и мира.

## Карьера
Выступал в полусредней (до 78-80 кг) весовой категории. Чемпион (1977, 1977—1980 годы) серебряный (1970, 1976) и бронзовый (1973, 1975) призёр чемпионатов Японии. Победитель и призёр престижных международных турниров. В 1978 году стал победителем международного турнира памяти Дзигоро Кано в Токио. Победитель чемпионата Азии 1974 года в Сеуле в полусредней и абсолютной категориях. Чемпион мира 1971, 1973, 1975 и 1979 годов.